# Штрахе, Хайнц-Кристиан
Хайнц-Кристиа́н Штра́хе (нем. Heinz-Christian Strache; род. 12 июня 1969, Вена, Австрия) — австрийский политический деятель, лидер Австрийской партии свободы (FPÖ) с 23 апреля 2005 года по 18 мая 2019. Вице-канцлер Австрии и федеральный министр спорта с 18 декабря 2017 года по 18 мая 2019, в кабинете Себастьяна Курца. 18 мая 2019 Хайнц-Кристиан Штрахе подал в отставку.

## Биография
Родился и вырос в Вене. В молодости был членом неформальной ультраправой организации Vandalia. По образованию Штрахе зубной техник (оставил частную практику в 2000 году), с 1991 года — в политике. В 1991-96 годах — депутат совета Третьего района (Ландштрассе) в Вене, в 1996—2006 — депутат Венского городского совета. В 1993 году возглавил региональное отделение АПС в Третьем районе (Ландштрассе), в 2004 году — отделение АПС в Вене. В 2004-05 годах Штрахе был заместителем председателя АПС. В это время АПС добилась своих максимальных успехов в истории, добившись поддержки 27 % избирателей на парламентских выборах 1999 года и на некоторое время войдя в состав правящей коалиции. В то время Штрахе считался учеником и последователем многолетнего лидера и идеолога партии Йорга Хайдера, который и привёл партию к успеху. Тем не менее, после основания Йоргом Хайдером другой крайне правой партии Альянс за будущее Австрии, Штрахе не последовал за Хайдером, а выдвинул свою кандидатуру в председатели АПС и был избран новым лидером. После ухода Хайдера из партии и до его смерти они со Штрахе находились в плохих отношениях, что сам Штрахе объяснял наличием «теневых сторон» в его деятельности. В качестве основной ближайшей цели Штрахе называет пост министра внутренних дел.

## Контакты с правыми экстремистами до начала политической карьеры
В возрасте 15 лет Штрахе вступил в пангерманскую студенческую корпорацию «Pennale Burschenschaft Vandalia Wien». Там он познакомился с несколькими ультраправыми Экстремами, в том числе с известным неонацистом и отрицателем Холокоста Готфридом Кюсселем. В течение семи лет Штрахе состоял в отношениях с дочерью лидера австрийских неонацистов, южнотирольского террориста и основателя НДП Норберта Бургера. Через Бургера Штрахе познакомился и с другими ультраправыми деятелями.
В 1985—1986 Штрахе участвовал в «национальном палаточном лагере», организованном студенческими союзами, в Каринтии; а также, вместе с несколькими австрийскими неонацистами, — в военно-спортивных учениях, участники которых были одеты в военную форму и были вооружены резиновыми дубинками, а также, предположительно, огнестрельным оружием. Там же находились известные австрийские неонацисты Андреас Тиери и Юрген Хатценбихлер. Участие Штрахе в этих мероприятиях и его связи с этими людьми были подтверждены в 2007 году фотографиями и свидетельствами очевидцев. Штрахе не отрицал своего участия в этих мероприятиях, но интерпретировал их как безобидную игру в пейнтбол «с безупречными участниками» для снятия агрессии.
31 декабря 1989 года Штрахе участвовал во встрече немецкой молодёжной неонацистской организации Wiking-Jugend около Фульды. Позднее Штрахе утверждал, что целью встречи была операция по перебрасыванию пакетов с гуманитарной помощью на территорию ГДР. Он также утверждал, что никогда не был членом Wiking-Jugend и что с тех пор никогда не имел других контактов с этой организацией.
В 1990 году Штрахе посетил предвыборное мероприятие группы «Nein zur Ausländerflut» («Нет — потоку иностранцев»). Лидером группы был ультраправый публицист Хорст Розенкранц, в списке был также известный журналист-ревизионист и отрицатель Холокоста Герд Хонзик, который в своё время публиковался в правоэкстремистских журналах под псевдонимом-анаграммой «Gerhon Endsik» (звучит похоже на «нацистское слово» «Endsieg» — «окончательная победа»).
В 1990 году Штрахе также принял участие в мероприятии немецкой ультраправой партии DVU. Во время этого мероприятия немецкая полиция изъяла у него газовый пистолет. В 2007 году Штрахе объяснил, что взял его «для самообороны от бритоголовых».
После начала политической карьеры в 1991 году Штрахе дистанцируется от контактов с неонацистами и правыми экстремистами.

## Взгляды
Штрахе выступает прежде всего как сторонник ограничения иммиграции в Австрию и изменения государственной политики в отношении уже прибывших иммигрантов и их интеграции. Так, он считает, что готовые работать и интегрироваться иммигранты должны пользоваться существующими привилегиями, в то время как другие иммигранты лишь пользуются развитой австрийской социальной системой, чтобы нигде не работать. При этом Штрахе требовал предоставления равных прав женщинам-мусульманкам и создания собственной митрополии для Русской Православной Церкви в Австрии, считая, что это будет способствовать большей интеграции иммигрантов в австрийское общество.
Штрахе обвиняют в приверженности неонацизму, а также в антисемитизме и отрицании Холокоста. По мнению руководителя еврейской общины Вены, «Штрахе гораздо опаснее Хайдера», поскольку он «возвеличивает нацистские идеи». Представители еврейской общины Австрии также обвиняют Штрахе в том, что он «назначает на высокие партийные посты людей с неонацистскими убеждениями».
Сам Штрахе отвергает обвинения в неонацизме, а также утверждает, что у него и его партии хорошие отношения с Израилем. Свои связи с австрийскими неонацистами в настоящем он отвергает и утверждает, что разорвал имевшиеся в молодости контакты с ними.
Известно, что Штрахе вёл активную предвыборную кампанию среди молодёжи в ночных клубах и на дискотеках и распространял там диски с музыкой собственного исполнения.

## Участие в выборах
Штрахе, будучи председателем FPÖ, несколько раз возглавлял партийный список на выборах в парламент Австрии, а также в городской и земельный совет Вены. (В случае победы FPÖ он мог бы претендовать на должность канцлера Австрии или, соответственно, бургомистра Вены).
На выборах 2010 года в городской и земельный совет Вены FPÖ получила 25,8 %. (SPÖ 44,3 %, ÖVP 14,0 %, зелёные 12,6 %. Коалицию образовали SPÖ и зелёные.)
На выборах 2013 года в Национальное Собрание FPÖ получила 20,5 %. (SPÖ 26,8 %, ÖVP 24,0 %, зелёные 12,4 %. Коалицию образовали SPÖ и ÖVP.)
На выборах 2015 года в городской и земельный совет Вены FPÖ получила 30,8 %. (SPÖ 39,6 %, зелёные 11,8 %, ÖVP 9,2 %. Коалицию образовали SPÖ и зелёные.)
Штрахе не стал участвовать в президентских выборах 2016 года, так как президент Австрии исполняет в основном представительские и церемониальные функции. Кандидатом от FPÖ стал Норберт Хофер, получивший во втором круге голосования 46,2 % голосов и проигравший независимому кандидату (выдвинутому при поддержке партии зелёных) Александру Ван дер Беллену.
15 октября 2017 года состоялись досрочные выборы в парламент Австрии. Штрахе возглавил список FPÖ, которая получила 26 % голосов (на 5,5 % больше, чем на предыдущих выборах) и заняла третье место после консервативной Народной партии (ÖVP) (31.5 %) и социал-демократической партии (SPÖ) (26.9 %). Поскольку по многим вопросам позиции победившей Народной партии достаточно близки позициям FPÖ, коалиционные переговоры шли между ÖVP и FPÖ. 18 декабря 2017 года Штрахе получил должность вице-канцлера и министра спорта в кабинете Себастьяна Курца.

## Обвинение в коррупции
17 мая 2019 года в немецких изданиях Suddeutsche Zeitung и Spiegel появились отрывки видеозаписей, на которых запечатлена встреча Штрахе и Йоханна Гуденуса с женщиной, представившейся племянницей российского олигарха. Встреча состоялась на Ибице в 2017 году, за три месяца до выборов в парламент. Согласно Spiegel, женщина завила, что хочет инвестировать особо крупные суммы денег в экономику Австрии, и при этом несколько раз намекнула, что это могут быть грязные деньги, тем не менее, Хайнц-Кристиан Штрахе продолжил обсуждение инвестиционных возможностей в Австрии. Предполагалось, что женщина купит существенную долю газеты «Кронен цайтунг» и поспособствует смене состава журналистов, чтобы помочь партии Штрахе (FPÖ) победить на выборах. В обмен на это политик пообещал передать ей часть госзаказов в области строительства. Далее он упомянул о некоторых крупных австрийских предпринимателях и фирмах, которые жертвуют деньги FPÖ через подставную организацию, в обход Счётной палаты.
18 мая 2019 года Хайнц-Кристиан Штрахе объявил об отставке с поста вице-канцлера Австрии и лидера Австрийской партии свободы. Вечером того же дня канцлер Австрии Себастьян Курц объявил о прекращении работы правительства и назначении досрочных парламентских выборов (которые скорее всего состоятся осенью 2019 года).